# Serie B 1940-1941 (pallacanestro femminile)
La Serie B 1940-1941 è stato il secondo livello del 12º campionato di pallacanestro femminile in Italia. È stata la prima edizione dopo l'esperienza della Divisione Nazionale B Gil dell'anno precedente e lo sdoppiamento della Divisione Nazionale 1939-1940.
È stato vinto dal Dopolavoro Aziendale FRIGT Torino, al suo primo titolo.
Con Comunicato Ufficiale del 18 febbraio 1941 la F.I.P. divise le società iscritte al campionato in quattro gironi annunciando successivamente l'inizio al 2 marzo 1941. Al girone di finale erano ammesse le vincenti di ognuno dei 4 gironi di qualificazione.

## Girone A
Squadre partecipanti
- S.A.S. G.U.F. Ferrara
- Dop. Aziendale Pirelli, Milano
- Dop. Aziendale F.R.I.G.T., Torino
- R.S. Ginnastica Torino, Torino

## Girone B
Squadre partecipanti
- Dop. Aziendale S.A.F.A.R., Milano
- Dop. Aziendale FIAT, Torino
- G.U.F. Treviso
- G.U.F. Udine
- A.S.F. Reyer, Venezia

## Girone C
Squadre partecipanti
- G.U.F. Bologna
- G.I.L. Modena
- S.A.S. G.U.F. Roma

## Campionato Siciliano

### Classifica
|  | Pos. | Squadra        | Pt | G | V | P | PtF | PtS |
|  | ---- | -------------- | -- | - | - | - | --- | --- |
|  | 1.   | G.U.F. Palermo | -  | - | - | - | -   | -   |
|  | .    | G.U.F. Catania | -  | - | - | - | -   | -   |
|  | .    | G.U.F. Messina | -  | - | - | - | -   | -   |
|  | .    | G.I.L. Trapani | -  | - | - | - | -   | -   |

Legenda:
      Ammessa al girone finale.
Regolamento:
Due punti a vittoria, uno a sconfitta.

## Girone finale
La fase finale del campionato della Federazione Italiana Pallacanestro si è disputata a Roma dal 27 al 29 giugno 1941.

### Classifica
|  | Pos. | Squadra        | Pt | G | V | P | PtF | PtS |
|  | ---- | -------------- | -- | - | - | - | --- | --- |
|  | 1.   | FRIGT Torino   | 6  | 3 | 3 | 0 | 65  | 45  |
|  | 2.   | G.U.F. Roma    | 5  | 3 | 2 | 1 | 58  | 52  |
|  | 3.   | SAFAR Milano   | 4  | 3 | 1 | 2 | 72  | 62  |
|  | 4.   | G.U.F. Palermo | 3  | 3 | 0 | 3 | 44  | 80  |

Legenda:
      Promossa in Serie A 1941-1942.
Regolamento:
Due punti a vittoria, uno a sconfitta.

## Verdetti
- Campione di Serie B 1940-41: Dopolavoro Aziendale F.R.I.G.T. Torino